# Das Vierblättrige Kloblatt
Die österreichische Literaturzeitschrift Das Vierblättrige Kloblatt erschien von 2009 bis 2011 quartalsweise.
Die Zeitschrift vereinte laut eigener Aussage „Literatur und Schund, künstlerischen Anspruch und rebellischen Fäkalhumor“. Laut der Wiener Zeitung handelte es sich um „Literatur mit Augenzwinkern“.
Besonderen Wert wurde auf das Zusammenspiel von Texten und (Foto-)Illustrationen gelegt, wofür wechselnde Künstler verantwortlich waren. Die Zeitschrift lag in zahlreichen Szenelokalen in Wien und Niederösterreich auf. Vergriffene Ausgaben kann man als PDFs von der Website laden.
Die Zeitschrift wurde von der Kulturabteilung der Niederösterreichischen Landesregierung gefördert.
Zu den Mitarbeitern des Blattes gehörten unter anderem Gerald Jatzek, Mieze Medusa, Eva Vasari, Miel Wanka und Rudi Wanka.